# Johnbelkinia longipes
Johnbelkinia longipes är en tvåvingeart som först beskrevs av Fabricius 1805.  Johnbelkinia longipes ingår i släktet Johnbelkinia och familjen stickmyggor. Inga underarter finns listade i Catalogue of Life.